# Piper minutistigmum
Piper minutistigmum är en pepparväxtart som beskrevs av C. Dc.. Piper minutistigmum ingår i släktet Piper och familjen pepparväxter. Inga underarter finns listade i Catalogue of Life.